# Szalajkaház (Váraszó)

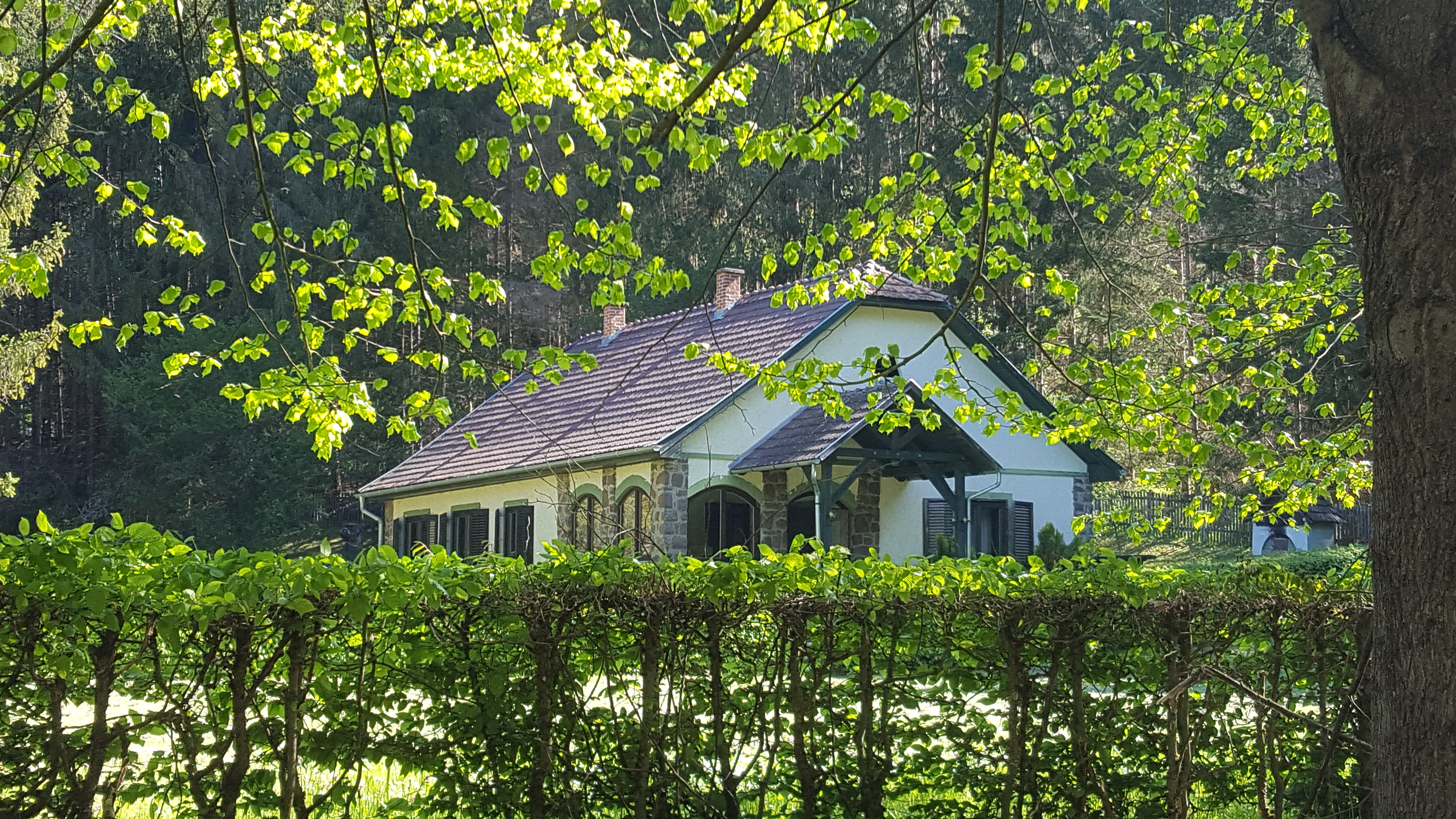
A váraszói Szalajkaház

A Váraszó külterületén, az erdő által körülvett Szalajkaház már az 1800-as évek elején megjelenik a II. katonai felmérés térképein mint a hamuzsírfőzők épülete. Később az erdei munkások szállójaként ismert az épület, bár a Szalajka elnevezés a 20. században már csak a házra és környékére vonatkozik. A ház a rendszerváltás után alakul át a Pétervásárai Erdészet vendég- és vadászházává, az egykori funkciójára már csak a ház mellett található istálló és gazdasági épületek emlékeztetnek. Jelenleg vendégházként üzemel.

## A szalajka név eredete
A sal alcali, avagy az alkáli só népi megnevezése volt egykoron a szalajka, mely a korai vegyipar egyik legfontosabb alapanyaga volt. Ezt hívták hamuzsírnak vagy hamulúgnak, melyet a fa elégetése után visszamaradt hamuból főztek. A történelmi Nagy-Magyarországon a kiterjedt erdővidékek – így a Felvidék és Erdély – bükkerdeiben készítették.
A Váraszói völgy (Várasszi völgy) – korábbi nevén Szalajka-völgy – kiterjedt bükkerdővel is ennek a hegyi iparnak adott otthont, akárcsak a sokak által ismert „nagytestvére”, a szilvásváradi Szalajka-völgy.

## Degréte
A Szalajkaház közelében a 13–14. században állhatott e település. A Hosszú-völgyi- és a Nyárjas-patakok völgyére terjedhetett ki határa. A hegységközi zárt medencék erdőirtásos, cseres tölgyesekkel jellemezhető tájtípusában települt meg a falu. Ez a terület gazdaságilag leginkább vadászatra volt alkalmas. Térképes előfordulása nincs.